# Una cosa por otra (Los 80)
«Una cosa por otra» es el cuarto episodio de la tercera temporada de la serie de televisión chilena Los 80 y el episodio 24 en general de la serie. Escrito por Rodrigo Cuevas y dirigido por Boris Quercia, el episodio se estrenó por Canal 13 el 7 de noviembre de 2010. Con 28.5 puntos de audiencia, se convirtió en uno de los episodios más vistos de la serie.

## Desarrollo

### Trama
El capítulo se enmarca en mayo de 1985; Los Herrera reciben la visita de Doña Luz (Carmen Disa) y junto con Nancy, Exequiel y Bruno, celebran el primer cumpleaños de Anita (Estrella Ortiz), mientras Ana (Tamara Acosta) se ve cada vez más agobiada por su trabajo y por no poder estar en la casa con sus hijos. Siente mucha culpa cuando se celebra el día de la madre y no puede asistir al acto en el colegio de Félix (Lucas Escobar), pidiéndole a su madre que vaya por ella. Por su parte, Félix empieza a sentir celos de Bruno (Pablo Freire), porque se ha acercado mucho a Paty, algo que se acrecienta cuando preparan ese acto por el día de la madre. 
Mientras Claudia presenta en el cumpleaños a Mauricio, un estudiante de Medicina con el que se ha puesto de novia, Martín (Tomás Verdejo) comienza una amistad -que pronto pasa a algo con más- con Paola, una joven punk que trabaja como vendedora de una tienda de discos. Ella lo incita a conocer más grupos del ambiente musical del rock chileno, invitándolo a su casa que funciona como un espacio para la contracultura. Aunque no parece ser una buena influencia, ya que consume marihuana y vive en un lugar donde Carabineros diariamente va a controlar por los disturbios y ruidos que ocasiona, comienza a empatizar con Martin cuando habla sobre todo lo que ha vivido después de su accidente. 
Juan (Daniel Muñoz), por su lado, tiene mayor cercanía con Mónica cuando ella lo invita a almorzar. Cuando regresan, doña Luz llega por sorpresa a la tienda y lo ve llegar con su vecina. Intuye algo más y le da un consejo a Ana: que no descuide a su marido. El momento se calma cuando Juan le regala una foto mejorada de ambos en su juventud, emocionando a Ana.

### Título
El título del episodio está basado en el momento en que Ana le comenta a su jefa (Catherine Mazoyer) que está triste de no asistir al acto de su hijo por estar trabajando, ella le dice "una cosa por otra" refiriéndose a que ella misma decidió estar ahí por obtener más dinero y ayudar a la casa y sentirse independiente, pero que no siempre se puede hacer todo lo que uno quiere, fue en ese momento cuando se desencadena en Ana una ola de pensamientos sobre si lo que estaba haciendo era lo correcto.

### Personajes citados
En el episodio aparece citado el grupo de punk/rock chileno Pinochet Boys, que fueron conocidos durante ese año como parte de la escena más alternativa de la música de aquellos años en Chile.

## Recepción
El capítulo tras registrar su audiencia más baja en el episodio anterior "A nosotros no", con este sube hasta llegar a un promedio de 28.5 puntos porcentuales de rating, con un máximo durante la emisión de 35, superando por un amplio margen a los demás programas del mismo horario, a pesar de que durante la primera hora partió en segundo lugar tras Pasión de primera de Mega el cual finalmente quedó en segundo lugar con solo 18.7. Este episodio de Los 80 con sus 2.9 millones de espectadores se convierte en el segundo más visto de todas su temporadas solo superada por el capítulo estreno de esta temporada "Pa' eso tengo familia".